# Ocmulgee River
Der Ocmulgee River [oʊ̯kˈmʌlɡiː ˈɹɪvɚ] ist ein Zufluss des Altamaha River mit einer Länge von etwa 410 km, der im Bundesstaat Georgia im Südosten der Vereinigten Staaten verläuft. Der relativ unverbaute und sanft verlaufende Fluss ist die wesentliche Drainage der Piedmont-Region und der Küstenregion des zentralen Gebietes in Georgia.

## Verlauf
Der Fluss entsteht südöstlich der Stadt Atlanta durch den Zusammenfluss des Yellow, des South und des Alcovy River, die Arme des Stausees Lake Jackson bilden. Der Ocmulgee verläuft südöstlich an Macon vorbei, dort überwindet der Fluss an der Fall Line auch den Höhenunterschied zwischen Piedmont-Plateau und der Küstenebene und verbindet sich mit dem aus dem Nordwesten stammenden Oconee River in der Nähe von Lumber City zum Altamaha River.
Unterhalb des Lake Jackson fließt der Fluss ohne jegliche Eindämmung oder Begradigung und unterscheidet sich dadurch von den meisten Flüssen der Region. Die niedrige Fließgeschwindigkeit mit etwa 24 Zentimeter pro Kilometer macht den Fluss über weite seine Teile seines Verlaufs ruhig und breit. Dadurch ist der Fluss auch bei Kanuten sehr beliebt. Der Ocmulgee nimmt aufbereitetes Wasser aus 13 Klärwerken entlang des Flusses auf und ist ein bekanntes Revier für das Angeln von Welsen und Barschen.

## Geschichte
Die Flussufer wurden zwischen dem 10. und 12. Jahrhundert von der Mississippi-Kultur besiedelt. Es sind etliche Überreste prähistorischer indianischer Siedlungen in der Region um Macon gefunden worden, heute Teil des Ocmulgee National Monument. 1540 reiste der spanische Entdecker Hernando de Soto durch die Region und taufte einige konvertierte amerikanische Ureinwohner im Ocmulgee River. Im 18. Jahrhundert siedelten die Hitchiti, spätere Angehörige der Creek-Nation unweit des heutigen Macon in Ocmulgee Old Fields. Der Name des Flusses stammt vermutlich aus der Hitchiti-Sprache und bedeutet „Sprudelndes Wasser“ (oki mulgis). 1806 erwarben die Vereinigten Staaten das Gebiet von den Creek-Stämmen der Oconee und Ocmulgee durch den First Treaty of Washington. Im selben Jahr errichtete die United States Army das Fort Benjamin Hawkins oberhalb der Ocmulgee Fields. Das letzte Treffen der Creek auf dem Old Field fand 1819 statt.
Das erste Dampfschiff befuhr 1829 den Fluss und in der Folge wurde der Ocmulgee zum bedeutenden Wasserweg für die Baumwollindustrie der Region Macon und förderte deren Entwicklung. 1842 wurde der Fluss an die Bahnlinie nach Savannah angeschlossen. Der Fluss fror im Jahre 1886 von Ufer zu Ufer komplett zu, eine schwere Flut traf die Region nach heftigen Regenfällen im Jahre 1994 und verursachte große Schäden in und um Macon.